# Cao Zhi
Cāo Zhi (192 – 232) è stato un poeta cinese vissuto nell'ultima parte della dinastia Han, nel periodo dei Tre Regni dell'antica storia della Cina.
Cao Zhi era il terzo figlio del signore della guerra Cáo Cāo e della sua seconda moglie, la principessa Bian. Assieme al fratello più vecchio Cao Pi aspirava alla successione del padre che aveva gettato le basi del Regno Wei. Nel 220, alla morte del padre Cao Cao, il potere passò al fratello Cao Pi che poco dopo si proclamò Imperatore del regno di Wei, ponendo fine alla dinastia Han.
Date le continue rivalità tra i due fratelli, a Cao Zhi non fu permesso di immischiarsi negli affari politici, nonostante le sue continue richieste in tal senso.

## Poetica
Sia il padre Cao Cao che il fratello Cao Pi furono buoni poeti a loro volta, tanto che nella poesia cinese sono ricordati insieme come i "Tre Cao".
Le loro opere, assieme a quelle di altri poeti, formarono l'ossatura dello stile poetico della tarda dinastia Han, noto come stile jian'an e costituito da toni solenni, ma anche spesso melanconici, con frequenti lamenti sull'effimerità e la labilità della vita.